# Communes de la province de Savone
- Haut – A
- B
- C
- D
- E
- F
- G
- H
- I
- J
- K
- L
- M
- N
- O
- P
- Q
- R
- S
- T
- U
- V
- W
- X
- Y
- Z

## A
- Alassio
- Albenga
- Albisola Superiore
- Albissola Marina
- Altare
- Andora
- Arnasco

## B
- Balestrino
- Bardineto
- Bergeggi
- Boissano
- Borghetto Santo Spirito
- Borgio Verezzi
- Bormida

## C
- Cairo Montenotte
- Calice Ligure
- Calizzano
- Carcare
- Casanova Lerrone
- Castelbianco
- Castelvecchio di Rocca Barbena
- Celle Ligure
- Cengio
- Ceriale
- Cisano sul Neva
- Cosseria

## D
- Dego

## E
- Erli

## F
- Finale Ligure

## G
- Garlenda
- Giustenice
- Giusvalla

## L
- Laigueglia
- Loano

## M
- Magliolo
- Mallare
- Massimino
- Millesimo
- Mioglia
- Murialdo

## N
- Nasino
- Noli

## O
- Onzo
- Orco Feglino
- Ortovero
- Osiglia

## P
- Pallare
- Piana Crixia
- Pietra Ligure
- Plodio
- Pontinvrea

## Q
- Quiliano

## R
- Rialto
- Roccavignale

## S
- Sassello
- Savone
- Spotorno
- Stella
- Stellanello

## T
- Testico
- Toirano
- Tovo San Giacomo

## U
- Urbe

## V
- Vado Ligure
- Varazze
- Vendone
- Vezzi Portio
- Villanova d'Albenga

## Z
- Zuccarello